# Меметов, Рустем Абдульваитович
Рустем Меметов (род. 26 июля 1941, Бурнаш, Сейтлерский район, Крымская АССР, РСФСР, СССР) — крымскотатарский музыкант и певец. Автор и исполнитель десятков крымскотатарских народных песен. Заслуженный артист Автономной Республики Крым.

## Биография
Родился 26 июля 1941 года в Бурнаше (ныне Уваровка) в семье писателя Абдульваита Сахтара, который в 90-е в соавторстве с Ризой Фазилом выпустил сборник молитв «Буюрынъыз дуагъа».
В возрасте трех лет вместе со своими родителями и родственниками был выселен из Крыма в результате проводимой политики депортации крымскотатарского народа. Семья осела в городе Новая Ляля Свердловской области.
С детства познал богатство народных песен, впитав в себя красоту родных напевов. Поскольку его родственники хорошо владели музыкальным искусством, маленький Рустем давал перед ними различные концерты.
С 1964 года и вплоть до возвращения на родину в Крым был солистом ансамбля «Хайтарма». В те годы в ансамбле работали композитор Ильяс Бахшиш, собиратель и фольклорист народных песен Муртаза Велиджанов, певицы Сабрие Эреджепова и Эдие Топчи, знаменитый конферансье Аблямит Умеров, последние обучали секретам вокального мастерства Меметова. В ансамбле он развивал свои профессиональные навыки, совершенствовал талант исполнителя, интерпретируя старинные народные песни.
В 1991 году с возвращением крымских татар на родину переехал в Крым. Тогда же до 2001 года становится солистом созданного фольклорного ансамбля «Къырым».

## Дискография
- «ВИА Къайтарма п/у Ф. Алиева — Народные Песни» (1973) LP Мелодия — Д-034803/034804
- «Эй Огълан» (1980) EP Мелодия — Д-29383/29384
- «Кель, Гузелим / Приди, Красавица» (1984) LP Мелодия — C30 21427 003
- «Осенние листья» (1984) LP Мелодия — С30 23355 001

## Награды
- «Заслуженный артист Автономной Республики Крым»